# Acakyra laterialba
Acakyra laterialba là một loài bọ cánh cứng trong họ Cerambycidae.